# ジェニス・オープラサート
ジェニス・オープラサート（タイ語: เจนนิษฐ์ โอ่ประเสริฐ、タイ語ラテン翻字: Jennis Oprasert、2000年7月4日 - ）は、タイのアイドル。女性アイドルグループ・BNK48チームBIIIのメンバーであり、同チームの副キャプテンを務める。

## 略歴
2016年、BNK48第1期生オーディション最終審査に合格し、2017年2月12日にバンコクで行われた『JAPAN EXPO THAILAND 2017』の席上でお披露目された。6月2日、バンコクの大型商業施設「EM Quartier」においてBNK48として初パフォーマンスを行い。12月24日、他の23名とともにチームBIIIを結成、チームの副キャプテンに任命された。
2018年12月から2019年1月にかけて実施された『BNK48 6thシングル 選抜総選挙』では2位となった。

## BNK48での参加楽曲

### シングル選抜楽曲
- Aitakatta
  - Oogoe Diamond
  - 365 nichi no kami hikouki
- Koi Suru Fortune Cookie
  - BNK48
- Shonichi
  - Sakura no Hanabiratachi
  - Namida Surprise
- Kimi wa Melody
  - Yume e no Route
- BNK Festival
- Beginner
- LET U GO OST. Where We Belong

### アルバム選抜楽曲
『RIVER』に収録
- RIVER

『Jabaja』に収録
- Jabaja
- บ๊ายบาย…นายพลาสติก (Kami7 Go Green)

## 出演

### 映画
- Pad Wan Plaek Khon（2008年）[8]
- BNK48: Girls Don't Cry（2018年）[9]
- 私たちの居場所（原題：Where We Belong、2019年）[10] - ミュージックとW主演